# 3-й Фруктовий провулок (Житомир)
3-й Фруктовий провулок — провулок в Корольовському районі міста Житомир.

## Розташування
Розташований у завокзальній частині міста. Бере початок від Фруктової вулиці. Прямує на південний захід. Завершується перехрестям з 1-м Паровозним провулком. 

## Історія
Провулок виник і отримав чинну назву в 1958 році. Забудова провулка формувалася у 1950 — 1960-х рр. Станом на 1968 рік садибна забудова провулка сформована.